# Лудвиг Август фон дер Асебург
Лудвиг Август Бусо Константин фон дер Асебург-Фалкенщайн (на немски: Ludwig August Busso Konstantin Graf von der Asseburg-Falkenstein; * 11 януари 1796, Гунслебен; † 24 октомври 1869, дворец Майздорф, Фалкенщайн) е от 1845 г. граф на Асебург-Фалкенщайн, пруски дворцов ловен-майстер и член на „Пруския Херенхауз“.

## Биография
Той е най-малкият син (седмото дете) на Фридрих Хайнрих фон дер Асебург-Гунслебен (1752 – 1808) и Шарлота Августа фон Коспот (1756 – 1836), дъщеря на Карл Ердман фон Коспот-Франкендорф (1718 – 1779) и фрайин Отония Елеонора фон Боденхаузен-Арнщайн (1734 – 1783). Най-големият му брат е граф Максимилиан Аше фон дер Асебург (1779 – 1851).
През 1816 г. Лудвиг Август започва управлението на собственостите си. Той строи парк и дворец Майздорф, също строи на замък Фалкенщайн. На 21 юли 1845 г. в Берлин е издигнат на граф на Асебург-Фалкенщайн. На 12 октомври 1854 г. става наследствен член на „Пруския Херенхауз“.
Лудвиг Август е рицар и командир на множество висши ордени. През 1844 г. става вице-главен ловен майстер, по-късно дворцов ловен майстер и шеф на ловната служба в двора на пруския крал Фридрих Вилхелм IV. От 1856 г. е таен съветник с обръщението „Ексцеленц“. През 1847 г. Лудвиг Август е член на народното събрание, от 1852/1853 г. член на Първата камера и на 30 ноември 1854 г. член на Пруския Херенхауз, и води известно време протоколите.
Той е погребан в фамилното гробище в Майздорф.

## Фамилия
Лудвиг Август фон дер Асебург се жени пет пъти.
Първи брак: на 22 октомври 1817 г. в Майздорф с графиня Анна фон дер Шуленбург (* 19 юни 1800, Брауншвайг; † 18 ноември 1826, Майздорф), дъщеря на граф Мориц Левин Фридрих фон дер Шуленбург (1774 – 1814) и Анна Шарлота Фердинандина фон дер Асебург (1778 – 1805). Те имат шест деца:
- Лудвиг Август Бусо фон дер Асебург-Фалкенщайн (* 1818; † 22 май 1823)
- Аделхайд фон дер Асебург-Фалкенщайн (* 10 ноември 1819; † 12 март 1833)
- Анна фон дер Асебург-Фалкенщайн (* 16 юни 1822, Майздорф; † 24 май 1897, Дрезден), омъжена на 22 октомври 1850 г. във Фалкенщайн за граф Алфред фон Фабрице (* 23 май 1818; † 25 март 1891, Дрезден), саксонски сухопътен генерал
- Матилда фон дер Асебург-Фалкенщайн (* 8 април 1823; † 7 август 1839)
- Бернхард фон дер Асебург-Фалкенщайн (* 28 май 1825; † 4 април 1827)
- Луиза Армгард фон дер Асебург-Фалкенщайн (* 1 октомври 1826, Майздорф; † 8 февруари 1873, Клайн Замтерслебен), омъжена за Ото фон Велтхайм († 25 април 1867, Клайн Замтерслебен)

Втори брак: на 2 ноември 1827 г. в Майздорф с Констанца фон Бутлар (* 28 септември 1803, Касел; † 6 юли 1829, Майздорф), дъщеря на Георг фон Бутлар и графиня Мариана фон дер Шуленбург. Те имат един син:
- Лудвиг (II) Август Бусо Константин фон дер Асебург-Фалкенщайн (* 6 юни 1829; † 20 април 1909), дворцов ловен-майстер, женен за Анна фон Кьонигсмарк (* 16 февруари 1834; † 1919), дъщеря на майор Адолф фон Кьонигсмарк (1802 – 1875)

Трети брак: на 7 март 1830 г. с Бернхардина фон Керсенброк (* 18 декември 1805, Хелмсдорф; † 26 януари 1834, Наумбург (Заале), дъщеря на Ернст Вилхелм Фридрих фон Керсенброк и Луиза Ернестина Хенриета фон Бюлов. Те имат един син:
- Бернхард Фридрих Аше Волф фон дер Асебург (* 19 март 1831, Майздорф; † 13 ноември 1869, Нойдек), женен на 18 февруари 1854 г. в Типелсгрюн за фрайин Анна фон Клайст (* 18 юни 1830, Нойдек; † 13 декември 1905, Белорад); имат 6 деца

Четвърти брак: на 28 септември 1834 г. в Баленщет с Емма фон Алвенслебен (* 18 октомври 1811, Цеезе; † 9 декември 1883, Бреслау), дъщеря на Фердинанд Карл Фридрих Вилхелм Лудвиг фон Алвенслебен цу Еркслебен (1782 – 1862) и Фридерика Шарлота Каролина Луиза фон Щедерн (1785 – 1847). Бракът е бездетен. Те се развеждат на 19 ноември 1835 г. Тя се омъжва през 1845 г. за Фердинанд Андреас Гебхард Хайнрих Трютцшлер фон Фалкенщайн († 17 август 1866).
Пети брак: на 10 юни 1843 г. в замък Фалкенщайн с графиня Аделхайд ле Камус фон Фюрстенщайн (* 10 януари 1816, Харденберг; † 10 декември 1900, Потсдам), дъщеря на граф Александер ле Камус фон Фюрстенщайн († 1824) и графиня Аделхайд Кристиана фон Харденберг (1784 – 1867). Те имат две деца:
- Аделхайд Мариана фон дер Асебург-Фалкенщайн (* 7 май 1844, Берлин; † 2 февруари 1912, Щайнхьофел), омъжена I. 1864 г. за Валентин фон Масов (* 25 юни 1825, Берлин; † 12 март 1868, Потсдам), II. на 3 декември 1884 г. в Щайнхьофел за Густав фон Куйленщиерна († 15 март 1900, Щайнхьофел)
- Егберт Хойер фон дер Асебург (* 1 януари 1847, Майздорф; † 31 март 1909, Берлин), пруски генерал-лейтенант и спортен функционер, женен на 1 юли 1879 г. в Голсен за графиня Мария Агнес Елизабет Роза фон Золмс-Барут (* 8 юли 1856, Голсен; † 9 декември 1941, Либихау, окр. Бунцлау), дъщеря на княз Фридрих фон Золмс-Барут (1821 – 1904); нямат деца